# 神名帳考証
『神名帳考証』（じんみょうちょうこうしょう）は『延喜式神名帳』に記載された神社（式内社）を考証した書物。出口（度会）延経著、全8巻。
式内社の多くが神名や鎮座地を不明とすることを嘆いた延経がそれらを考証著述したもので、寛文年間（17世紀中後葉）に伊勢神宮大宮司の大中臣精長や外宮祠官の父延佳、岩出末清、中西信慶等によって研究考証された『神名帳傍注』2巻を承けたものである。正徳4年（1714年）に80歳で歿するまで30年の長きに亘って著作に努めたが遂に完成を見ず、同じく外宮祠官であった桑原弘雄、弘世父子が延経の猶子であった荒木田武明の手元に残された遺稿を元に錯簡や重複を除く等の整理を施して浄書し、享保18年（1733年）に弘雄の序文と弘世の跋文を付して完成させた。因みに弘世の跋文によると前年の享保17年7月8日に起稿し、18年3月27日に脱稿したという。
全8巻の構成は巻1が宮中・京中・山城国、以下巻2で大和・河内・和泉・摂津の畿内4箇国、巻3が伊賀・伊勢・志摩・尾張の東海道4箇国、巻4が参河から常陸までの東海道11箇国、巻5が東山道8箇国、巻6が北陸道7箇国、巻7が山陰道8箇国、巻8が山陽・南海・西海の3道23箇国と壱岐・対馬の2島を載せる。
なお、本書の後継書として松木智彦が本書から伊勢国分を抄録した『伊勢国神名帳考証』（正徳3年（1713年）と享保7年（1722年）の2種がある）、その『伊勢国神名帳考証』に橋村正身（はしむらまさのぶ）が再考を加えて門人に口授したものを明和6年（1769年）に筆録した『神名帳考証再考』、度会延賢が書き加えを施した『神名帳考証撿録』、その『撿録』を元にした伴信友の『神名帳考証』（文化10年（1813年）成稿）等がある。